# Peter Wellmann (Politiker)
Peter Wellmann (* 26. August 1943 in Perleberg/Kreis Westprignitz; † 29. Mai 2014 in Husum) war ein deutscher Politiker (SPD).
Wellmann besuchte die Volksschule und die Realschule in Uetersen, machte an der Ingenieurschule in Hamburg ein Fortbildungsstudium im Bereich der Baubetriebswirtschaft, und ging an die Hochschule für Wirtschaft und Politik in Hamburg, wo er als Diplom-Volkswirt abschloss. Es folgte eine kaufmännische Lehre als Industriekaufmann mit der Fachrichtung Bauindustrie, woraufhin er kaufmännischer Leiter von Großbaustellen bei verschiedenen Bauunternehmen in Norddeutschland war. Ferner war er wissenschaftlicher Mitarbeiter im Bundesvorstand der IG Bau-Steine-Erden in Frankfurt und persönlicher Referent des Vorsitzenden, Kreisvorsitzender und Geschäftsführer des Deutschen Gewerkschaftsbundes in Nordfriesland und freiberuflicher Wirtschafts- und Unternehmensberater.
1969 trat Wellmann in die SPD ein, wo er Vorsitzender der Jungsozialisten in Uetersen und Kreisvorsitzender im Kreis Pinneberg, Beisitzer im Kreisvorstand der SPD Nordfriesland und stellvertretender Vorsitzender der SPD im Ortsverein Husum. Er war begleitendes Mitglied und Kreistagsabgeordneter im Kreistag Pinneberg und dort Vorsitzender des Bauausschusses, danach begleitendes Mitglied und Kreistagsabgeordneter im Kreistag Nordfriesland, dort Mitglied im Kreisausschuss und stellvertretender Vorsitzender des Ausschusses für Wirtschaft, Verkehr und Fremdenverkehr sowie begleitendes Mitglied im Wirtschafts- und Verkehrsausschuss der Stadt Husum. Von 1987 bis 1995 war Wellmann Mitglied des Landtages von Schleswig-Holstein.